# E.T. (sang)
 For alternative betydninger, se E.T. (flertydig). (Se også artikler, som begynder med E.T.)
"E.T." er en sang fra den amerikanske popsanger og sangskriver Katy Perry fra hendes 3. studiealbum Teenage Dream. Sangen er skrevet af Dr. Luke, Max Martin, Ammo og Katy Perry selv. Sangen blev annonceret som albummets 4. single den 16. januar 2011 og blev udgivet en måned senere i februar. Single versionen indeholder vokaler af den den amerikanske Kanye West, han medvirker også i sangens officielle musikvideo.

## Hitliste placeringer
| Chart (2011)                                   | Hitliste placering |
| ---------------------------------------------- | ------------------ |
| Australien (ARIA)                              | 5                  |
| Østrig (Ö3 Austria Top 40)                     | 7                  |
| Belgien (Ultratop 50 Flanderen)                | 24                 |
| Belgien (Ultratop 50 Vallonien)                | 14                 |
| Brasilien (Billboard Hot 100 Airplay)          | 2                  |
| Canada (Canadian Hot 100)                      | 1                  |
| Tjekkiet (Rádio Top 100) Solo version          | 19                 |
| Danmark (Track Top-40)                         | 12                 |
| Finland (Suomen virallinen lista)              | 15                 |
| Frankrig (SNEP)                                | 10                 |
| Tyskland (Official German Charts)              | 9                  |
| Grækenland (IFPI Greece) Solo version          | 28                 |
| Irland (IRMA)                                  | 5                  |
| Italien (FIMI)                                 | 9                  |
| Holland (Dutch Top 40) Solo version            | 27                 |
| New Zealand (RIANZ) Solo version               | 1                  |
| Norge (VG-lista)                               | 13                 |
| Polen (ZPAV) Solo version                      | 1                  |
| Rumænien (Romanian Top 100)                    | 21                 |
| Skotland (Official Charts Company)             | 3                  |
| Slovakiet (Rádio Top 100) Solo version         | 8                  |
| Sverige (Sverigetopplistan) Solo version       | 12                 |
| Schweiz (Schweizer Hitparade) Solo version     | 14                 |
| UK Singles (The Official Charts Company)       | 3                  |
| US Billboard Hot 100                           | 1                  |
| US Adult Contemporary (Billboard) Solo version | 29                 |
| US Adult Pop Songs (Billboard) Solo version    | 4                  |
| USA Dance Club Songs (Billboard) Solo version  | 1                  |
| US Hot R&B/Hip-Hop Songs (Billboard)           | 97                 |
| US Latin Pop Songs (Billboard)                 | 29                 |
| US Pop Songs (Billboard)                       | 1                  |